# L'École des veuves
L'École des veuves est une pièce de théâtre en un acte (ou saynète) écrite en 1936 par Jean Cocteau. Il a écrit « farce de tréteau, sauvée par son seul mouvement  » pour l'actrice Arletty,. 

## Argument
Une jeune et belle veuve s’est cloitrée avec sa nourrice car on vient d’y enterrer son vieux mari. Sa résolution est prise, elle se laissera mourir à côté du sarcophage afin d’être un exemple de pureté. La nourrice, grâce à la présence du jeune garde du cimetière timide mais attrayant, parviendra à convaincre sa maîtresse de renoncer à son projet en lui faisant connaître l’amour entre les bras du jeune garde.

## Première
La première eut lieu en 1936 à l'ABC, alors dirigé par Mitty Goldin

## Analyse
La pièce s'inspire de L'École des femmes de Molière (1662) et utilise une histoire (La Matrone d’Ephèse) tirée du Satyricon de l'auteur romain Pétrone. Ce que Jean Cocteau en pensait : « L’École des Veuves n’est pas à proprement parler un sketch mais une farce de tréteau, sauvé par son seul mouvement. Il n’y a pas de mot d’esprit, pas d’images de poète, le dialogue est tout simple, il est écrit en « gros caractères » pour être compris de tous. Qu’on ralentisse l’allure et c’est la catastrophe ! Convenez qu’il y a de quoi avoir le trac »

## Postérité
L'École des veuves n'a été publiée qu'en 1949, lors de sa parution dans le Théâtre de Poche de Cocteau. Elle a été traduite en anglais sous le titre School for Widows par Margaret Crosland et publiée dans l'Univers de Cocteau : Une anthologie des écrits de Jean Cocteau (1972). Elle fut montée en 1962 par Jerzy Gruza.